# مادلين فرانش-مولين
مادلين فرانش-مولين (30 ديسمبر 1880 - 26 مايو 1944) كانت داعية ثورية وناشطة في مجال العمل في أيرلندا شاركت في ثورة عيد الفصح في دبلن عام 1916.
كانت فرانش-مولين عضوة في منظمة النساء القومية الراديكالية «إينجينيد نا هيرين»، وفي عام 1913 خلال فترة إضراب دبلن، عملت في مطبخ الحساء في قاعة ليبرتي. انضمت بعد ذلك إلى الجيش الوطني الإيرلندي. خلال انتفاضة عيد الفصح، عملت في خيمة إسعافية. اعتقلت بعد الانتفاضة لكن أطلق سراحها في الشهر التالي. انضمت إلى حزب شين فين وانتخبت لمجلس منطقة راتماينز عام 1920.

## نشأتها
ولدت مادلين فرانش-مولين في 30 ديسمبر 1880 في مالطا، حيث كان والدها، سانت لورانس فرانش-مولين، جراحًا في البحرية الملكية، متمركزًا هناك. كان لديها شقيقان، سانت لورانس باتريك جوزيف (1890-1891) ودوغلاس (1893-1943).

## حقوق النساء وحركة المطالبة بحق المرأة في الاقتراع
بدأ اهتمام فرانش-مولين بالسياسة منذ صغرها. كان والدها مؤيدًا لبارنيل، وكان منزلهم في داندرم مقرًا لحملة انتخابية. كانت ناشطة راديكالية في مجال النسوية والجمهورية طوال حياتها. مثل الكثيرين في ذلك الوقت، اعتبرت حق النساء في التصويت حقًا طبيعيًا. انضمت إلى حركة النضال من أجل حقوق المرأة والتقت بنساء يشاركنها الرؤى والقيم المماثلة. تم تضمين حركة نضال حقوق المرأة في تقارير حركات المتطرفين التي أعدتها شرطة مدينة دبلن. انضمت فرانش-مولين إلى «إينجينيد نا هيرين»، وهي مجموعة نسائية قومية راديكالية تأسست عام 1900 من قبل مود غون. تطورت المنظمة فيما بعد إلى «كومان نا مبان» في عام 1913. كانت القيم النسائية المطالبة بحقوق الانتخاب محورية في رؤية «كومان نا مبان»، حيث كان الهدف هو الوقوف جنبًا إلى جنب مع الرجال في النضال من أجل الجمهورية الإيرلندية. رأى بعض الأعضاء في هذا الهدف أنه يعيد للنساء الحقوق التي كانت تعود إليهن في الحضارة الغيلية قبل الاحتلال. انتمت فرانش-مولين إلى الجناح الاشتراكي في الحركة، متمسكة بأفكار المساواة الاجتماعية العالمية لجيمس كونولي السنديكالي والجيش الوطني الإيرلندي.

## انتفاضة عيد الفصح عام 1916
خلال انتفاضة عيد الفصح عام 1916، عملت فرانش-مولين نقيبًا في الجيش الوطني الإيرلندي. شاركت في القتال في مواقع سانت ستيفنز غرين وكلية الجراحين الملكية. في سانت ستيفنز غرين، قادت 15 امرأة من الجيش الوطني الذين أقاموا محطة طبية ومطبخًا ميدانيًا. خلال احتلالهم لسانت ستيفنز غرين، تعرضت هي ورفاقها لنيران كثيفة من فندق شيلبورن والمباني في الجانب الشمالي من الحديقة. بعد استسلام حامية كلية الجراحين، كانت فرانش-مولين واحدة من 77 امرأة شاركن في الانتفاضة اللاتي اعتقلن، بمن فيهن صديقتها المقربة كاثلين لين. خلال فترة الاعتقال، نقلت فرانش-مولين ثلاث مرات، حيث قضت وقتا في ثكنات ريتشموند، وسجن كيلمينهام وسجن ماونتجوي. أفرج عنها في 5 يونيو 1916.

## فرانش-مولين وكاثرين لين
التقت فرانش-مولين بكاثلين لين من خلال مشاركتهما في «إينجينيد نا هيرين». في عام 1915، انتقلت إلى منزل لين في شارع بلجريف في راتماينز، حيث عاشتا معًا لمدة 30 عامًا، حتى وفاة فرانش-مولين في عام 1944.
في مذكراتها في السجن عام 1916، سجلت فرانش-مولين أنها يمكنها مواجهة السجن دون خوف بمجرد أن تكون هي ولين (التي أشارت إليها بلقب «الدكتورة») معًا. وصفتهما كاثرين لينش من مركز الدراسات النسوية في كلية دبلن الجامعية بأنهما شريكتان، ووصفتهما كجزء من شبكة من النساء المثليات اللاتي عشن في دبلن، والتي شملت هيلينا مولوني، ولوي بينيت، وإليزابيث أوفاريل، اللاتي التقين من خلال حركة النضال من أجل حقوق المرأة، وانخرطن لاحقًا في الحركة الوطنية وحركة النقابات.